# 江源区
江源区（こうげん-く）は中華人民共和国吉林省白山市に位置する市轄区。

## 行政区画
4街道、6鎮を管轄：
- 街道：孫家堡子街道、江源街道、正岔街道、城牆街道
- 鎮：湾溝鎮、松樹鎮、砟子鎮、石人鎮、大陽岔鎮、大石人鎮

## 交通

### 鉄道
- 中国国家鉄路集団
  - 渾白線（中国語版）
    - 江源駅

### 道路
- 高速道路
  -  鶴大高速道路
- 国道
  -  G201国道
  -  G222国道（中国語版）